# Linia kolejowa nr 544
Linia kolejowa nr 544 – pierwszorzędna, jednotorowa, zelektryfikowana linia kolejowa znaczenia państwowego łącząca posterunek odgałęźny Zamków z posterunkiem odgałęźnym Borysławice.